# インターナショナル・フォーミュラ・マスター
インターナショナル・フォーミュラ・マスター（International Formula Master ）は、2007年に発足し、2009年まで行われたフォーミュラカーによるレースカテゴリー。
なお、前身のシリーズとして2005年に行われた「3000 Pro Series」、2006年に同じく行われた「F3000 International Masters」についても本記事で述べる。

## 概要
世界ツーリングカー選手権（WTCC）において、かつてはアルファロメオのワークス・チームを運営していたほか、2008年からはホンダ・アコードユーロRの開発も手がけているイタリアのNテクノロジーが中心となり発足。レースの格としてはフォーミュラ3（F3）と同程度という評価をするメディアが多い。ただしF3と異なり、シリーズチャンピオンへのスーパーライセンスの発給などの特典は設けられていない。
シリーズ発足当初は主にWTCCの前座（サポートレース）として行われていたため、レースの模様はWTCCと同様にユーロスポーツにより放送されている。2009年はWTCC以外にF1のサポートレースともなったため、同年はWTCCとの併催が6イベント（12レース）、F1との併催が2イベント（4レース）となった。
マシンはワンメイク化されており、シャシーは現行のフォーミュラ・ルノー用シャシーの開発・製造なども手がけているイタリアのタトゥース製を使用。エンジンは2リッター直列4気筒のホンダ・K20Aを採用し、国際自動車連盟（FIA）のスーパー2000規定に基づいたチューニングが施され、出力は約250馬力程度。タイヤはWTCC同様に横浜ゴムが供給する。なお、シャシーはFIAの定める2008年版のF3レギュレーションに基づくホモロゲーションを得ている。
レースは1イベント2レース制で、2レース目のグリッドは1レース目の上位8台が逆に並ぶリバースグリッド。
2008年からはシリーズチャンピオンにホンダF1のテストの機会が与えられる予定であったほか、シリーズ2位以下のドライバーにもGP2・WTCC等のテストの機会が用意されるなど、主催者側では若手ドライバーの育成を主眼に置いていることをアピールしている。なお、シリーズチャンピオンへのF1テストの機会は、2008年限りでホンダがF1から撤退したため実現せず、2009年はシリーズランキング上位3人にレッドブル・レーシングのF1シミュレーターによるテスト権が与えられるなど、年によって内容が変化している。
日本からは2008年に関口雄飛がシリーズ参戦した（途中欠場があるためフル参戦ではない）。
2010年はシャシーが3年に一度の更新時期を迎えるため、当初主催者側は新たに旧型シャシーによる「Light」クラスを設ける、参戦ドライバーの年齢下限を15歳に引き下げるといった方針を明らかにしたほか、ユーロスポーツと2012年までパートナー契約を結んでいることなどを理由に、シリーズの健全性をアピールしていた。
しかし2010年に入り、WTCCが併催イベントを前年より復活したフォーミュラ2（F2）に切り替え、当初本シリーズのカレンダーに名前のあったイベントについてもタイムテーブルから本シリーズに関連するスケジュールが相次いで消えていることに加え、公式Webサイトが消滅していることなどから、公式発表こそないがシリーズは事実上消滅した。

## ポイントシステム
シリーズポイントは、2008年よりイベントの1レース目と2レース目で獲得できるポイントに差がつけられている（2007年は2レースとも、現在の1レース目のポイントが与えられた）。
| 順位 | 1レース目 | 2レース目 |
| ---- | --------- | --------- |
| 1位  | 10        | 6         |
| 2位  | 8         | 5         |
| 3位  | 6         | 4         |
| 4位  | 5         | 3         |
| 5位  | 4         | 2         |
| 6位  | 3         | 1         |
| 7位  | 2         |           |
| 8位  | 1         |           |

これ以外にドライバーズランキングでのみ有効なポイントとして、ポールポジション獲得者に1点、各レースのファステストラップ記録者に1点が与えられる。